# Brachymeria russelli
Brachymeria russelli är en stekelart som beskrevs av Burks 1960. Brachymeria russelli ingår i släktet Brachymeria och familjen bredlårsteklar. Inga underarter finns listade.